# Brian Transeau
Brian Wayne Transeau (Rockville (Maryland), 4 oktober 1971) is een Amerikaans producer, muzikant, zanger en componist, beter bekend onder zijn artiestennaam BT. Wanneer hij met andere artiesten samenwerkt gebruikt hij aliassen als Kaistar, Libra Dharma, Prana, Elastic Reality, Elastic Chakra, en GTB. Hij wordt gezien als een van de grote pioniers in de trancemuziek en intelligent dance music (IDM).

## Veelzijdigheid
BT's werk is niet in een enkele categorie thuis te brengen en zijn productietechnieken zijn vaak vernieuwend. In het eerste deel van zijn carrière (ongeveer 1995 tot 2000) was zijn muziek in verschillende varianten van trance onder te brengen, zijn latere werken zijn experimenteel en bevatten invloeden van allerlei muziekgenres. Ondanks dat hij formeel geen dj is, werd hij wel genomineerd voor de DJ Mag Top 100 van 1998. Voor zijn liveoptredens (genaamd 'Laptop Symphony') gebruikt BT een laptop met Ableton Live, een MIDI-controller en zelfgemaakte apparatuur.
Transeau heeft meerdere patenten op de zogenaamde stutter edit, een van de handelsmerken in zijn muziek. Met deze techniek worden korte geluidsfragmenten zeer snel herhaald en ritmisch ingedeeld op de maat van de muziek.
Naast eigen productiewerk heeft Brian ook voor andere artiesten geproduceerd: Deadline for my memories van Billie Ray Martin, Pop van *NSYNC, I'm Not a Girl, Not Yet a Woman van Britney Spears, en Love Comes Again en Break My Fall van Tiësto waar BT ook op heeft gezongen. Verder heeft hij nummers van verscheidene andere artiesten geremixt, zoals van Madonna, Lenny Kravitz, KoЯn, Seal, Paul van Dyk, Depeche Mode, The Doors en Armin van Buuren. Ook ontdekte hij de zangeres Jan Johnston, nadat hij een nummer van haar uit een uitverkoopbak had gehaald.

## Zijn werk in films
In de latere helft van zijn carrière heeft BT ook de soundtracks van films geproduceerd, waarvan The Fast and the Furious de bekendste is. Andere films waarvan hij de filmmuziek heeft verzorgd zijn: Go, Under Suspicion, Driven, Monster, Stealth en Underclassman, en de game Tiger Woods PGA Tour 2005. Ook zijn verschillende nummers van hem in films gebruikt, onder andere American Pie, Gone in 60 Seconds, Lara Croft: Tomb Raider, en Blade II, en onder andere in de games SSX Tricky, Gran Turismo 3: A-Spec, FIFA 2002, Wipeout Fusion, Need for Speed: Underground, Dance Dance Revolution Extreme, Burnout Revenge en Need for Speed: Most Wanted.

## Discografie

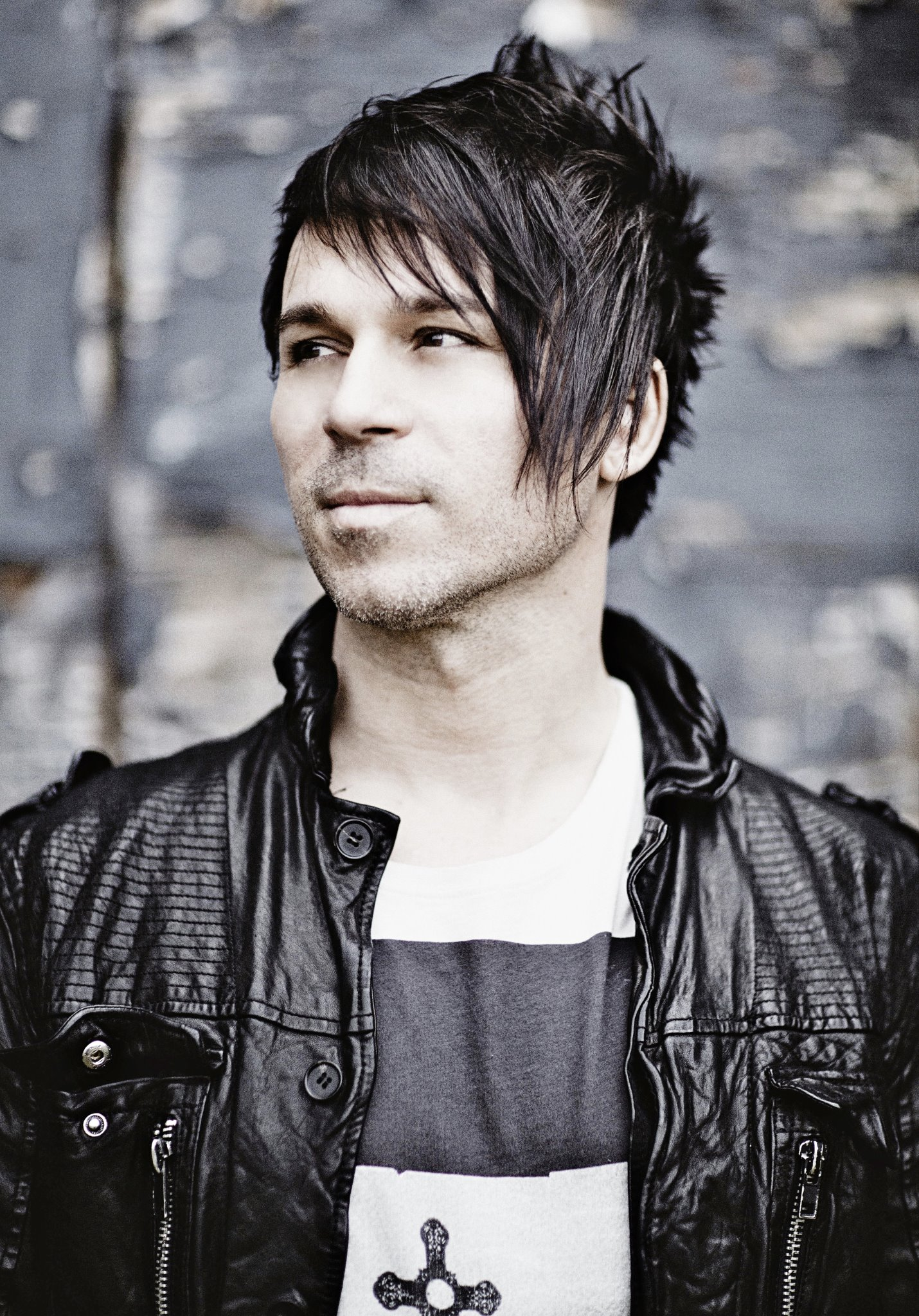
Brian Transeau in 2009.

### Albums
- Ima (1995)
- ESCM (1997)
- Movement in Still Life (1999) – De VS-uitgave met andere nummers verscheen in 2000.
- Emotional Technology (2003)
- This Binary Universe (2006)
- These Hopeful Machines (2010)
- If the Stars Are Eternal So Are You and I (2012)
- Morceau Subrosa (2012)
- A Song Across Wires (2013)
- _ (2016)
- Between Here and You (2019)
- Everything You're Searching for Is on the Other Side of Fear (2019)
- The Lost Art of Longing (2020)
- Metaversal (2021)
- The Secret Language of Trees (2023)

### Compilaties
- R&R (Rare & Remixed) (2001)
- Still Life in Motion (2001)
- 10 Years in the Life (2002)

### Sample-cd's
- Breakz from the Nu Skool (2002)
- Twisted Textures (2002)
- 300 Years Later (2005, met Nick Phoenix)

### Films / Soundtracks
- Go (met Moby) (1999)
- Under Suspicion (2000)
- Driven (2001)
- The Fast and the Furious (2001)
- Monster (2003)
- Stealth (2005)
- Underclassman (2005)
- Catch and Release (met Tommy Stinson) (2006)
- Look (2007)
- Partysaurus Rex (korte film, 2012)
- Dark Places (met Gregory Tripi) (2015)
- Solace (2015)